# لي رايموند
لي رايموند (بالإنجليزية: Lee Raymond)‏ هو مهندس أمريكي، ولد في 13 أغسطس 1938 في ووترتاون في الولايات المتحدة.

## وصلات خارجية
- لي رايموند على موقع مونزينجر (الألمانية)
- لي رايموند على موقع إن إن دي بي (الإنجليزية)